# Descend into Depravity
Descend Into Depravity – szósty album studyjny amerykańskiej grupy muzycznej Dying Fetus. Wydawnictwo ukazało się 15 września 2009 roku nakładem wytwórni muzycznej Relapse Records. Nagrania zostały zarejestrowane pomiędzy kwietniem a majem 2009 roku w Wright Way Studios. Płyta dotarła do 168. miejsca listy Billboard 200 w Stanach Zjednoczonych.

## Lista utworów
Opracowano na podstawie materiału źródłowego.
1. "Your Treachery Will Die With You" (Beasley, Gallagher) - 3:34
2. "Shepherd's Commandment" (Beasley, Gallagher) - 4:27
3. "Descend Into Depravity" (Beasley) - 5:01
4. "Hopeless Insurrection" (Beasley, Gallagher) - 4:31
5. "Conceived Into Enslavement" (Beasley, Gallagher) - 4:23
6. "Atrocious By Nature" (Beasley, Gallagher) - 3:51
7. "At What Expense?" (Beasley) - 4:36
8. "Ethos Of Coercion" (Beasley, Gallagher) - 3:15

## Twórcy
Opracowano na podstawie materiału źródłowego.
| - John Gallagher – wokal, gitara - Sean Beasley – wokal, gitara basowa - Trey Williams – perkusja - Steve Wright – mastering, inżynieria, produkcja, miksowanie |  | - Drew Lamond – inżynieria dźwięku - Orion Landau – dizajn - Scott Kinkade – zdjęcia - Josh Sisk – zdjęcia |